# Ghiacciaio Jacobel
Il ghiacciaio Jacobel (in inglese Jacobel Glacier) è un ghiacciaio lungo circa 48 km situato sulla costa di Saunders, nella parte occidentale della Terra di Marie Byrd, in Antartide. Il ghiacciaio, il cui punto più alto si trova 277 m s.l.m., è situato nella catena Ford e fluisce in direzione sud-ovest a partire dal versante meridionale della dorsale di Hershey fino ad andare ad alimentare la piattaforma glaciale Sulzberger.

## Storia
Il ghiacciaio Jacobel è stato così battezzato dal Comitato consultivo dei nomi antartici in onore di Robert W. Jacobel, docente di fisica al St. Olaf College di Northfield, in Minnesota, le cui ricerche, svolte a cominciare dagli anni ottanta, hanno incluso lo studio del nucleo di ghiaccio dell'Antartide Occidentale.